# Eugen von Böhm-Bawerk
Eugen Böhm rytíř von Bawerk (12. února 1851 Brno – 27. srpna 1914 Vídeň) byl rakouský ekonom a politik. Stal se hlavním pokračovatelem rakouské školy založené Mengerem, tu obohatil zejména o Teorii kapitálu a úroku. Stal se rakouským ministrem financí, a to hned třikrát. Působil na Vídeňské univerzitě, byl učitelem největšího velikána rakouské školy, Ludwiga von Misese.

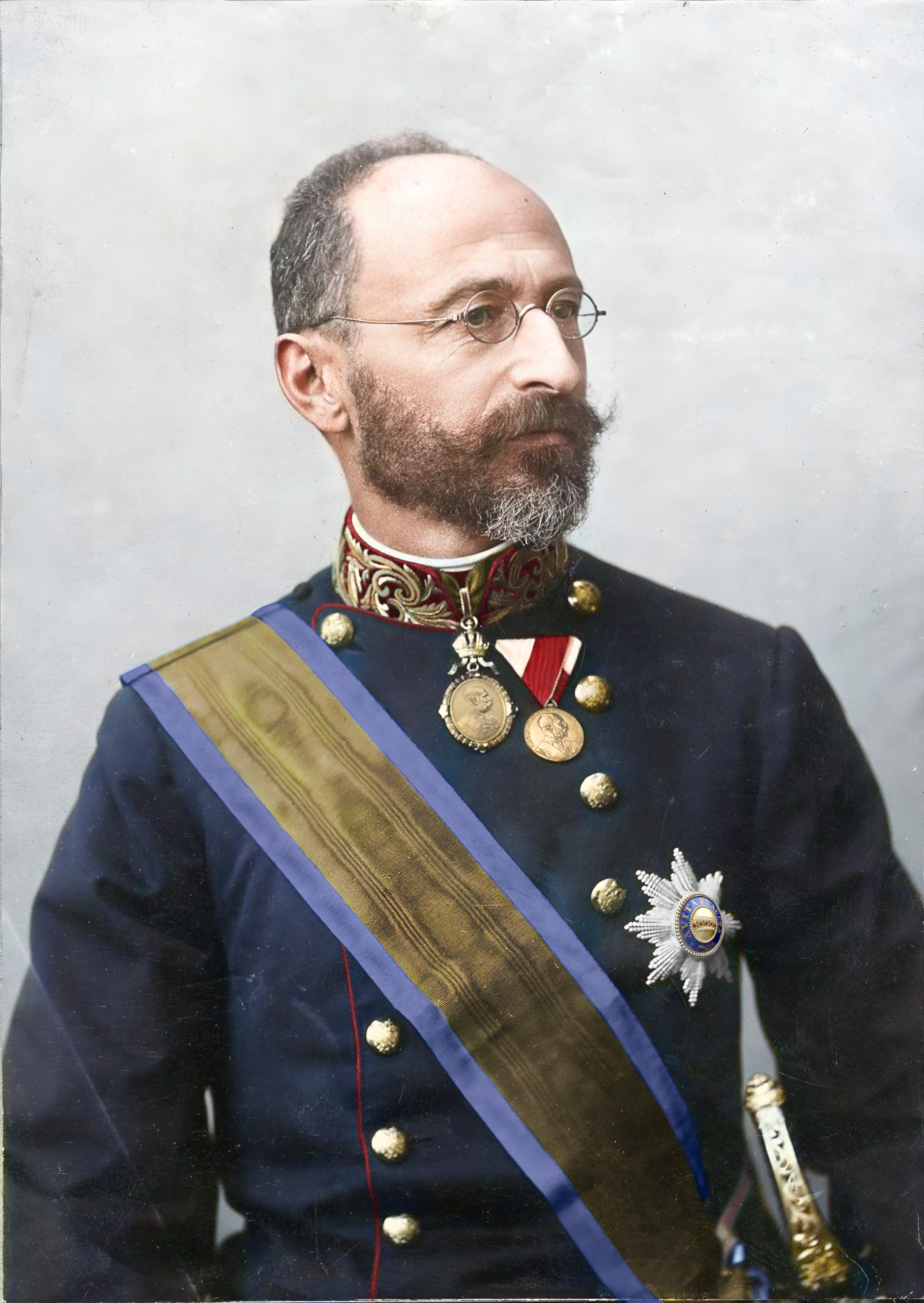
Eugen von Böhm-Bawerk in galauniform

## Mládí
Eugen Böhm von Bawerk se narodil jako nejmladší syn vysokého státního úředníka a ministerského rady Johanna K. Böhma, který zastával na Moravě významné administrativní funkce, a který byl za své služby povýšen do rytířského stavu. Stalo se tak v Brně na adrese Gross Platz v domě číslo 85. Dnes se jedná o dům č. p. 85 na náměstí Svobody.
Eugen Böhm vystudoval práva a svá studia ukončil roku 1875 doktorátem. Následně pobýval dva roky na významných německých univerzitách v Heidelbergu, Lipsku a Jeně. Po návratu pracoval nějaký čas v berní správě a roku 1880 obhájil habilitační práci a získal titul soukromý docent.

## Život a dílo
Böhm-Bawerkův profesní život lze rozdělit na tři etapy:
- akademické a tvůrčí období – Innsbruck (1881–1889)
- aktivní politická dráha (1889–1904)
- pozdní akademické a tvůrčí období zasvěcené vzdělávání další generace rakouských ekonomů (1904–1914)

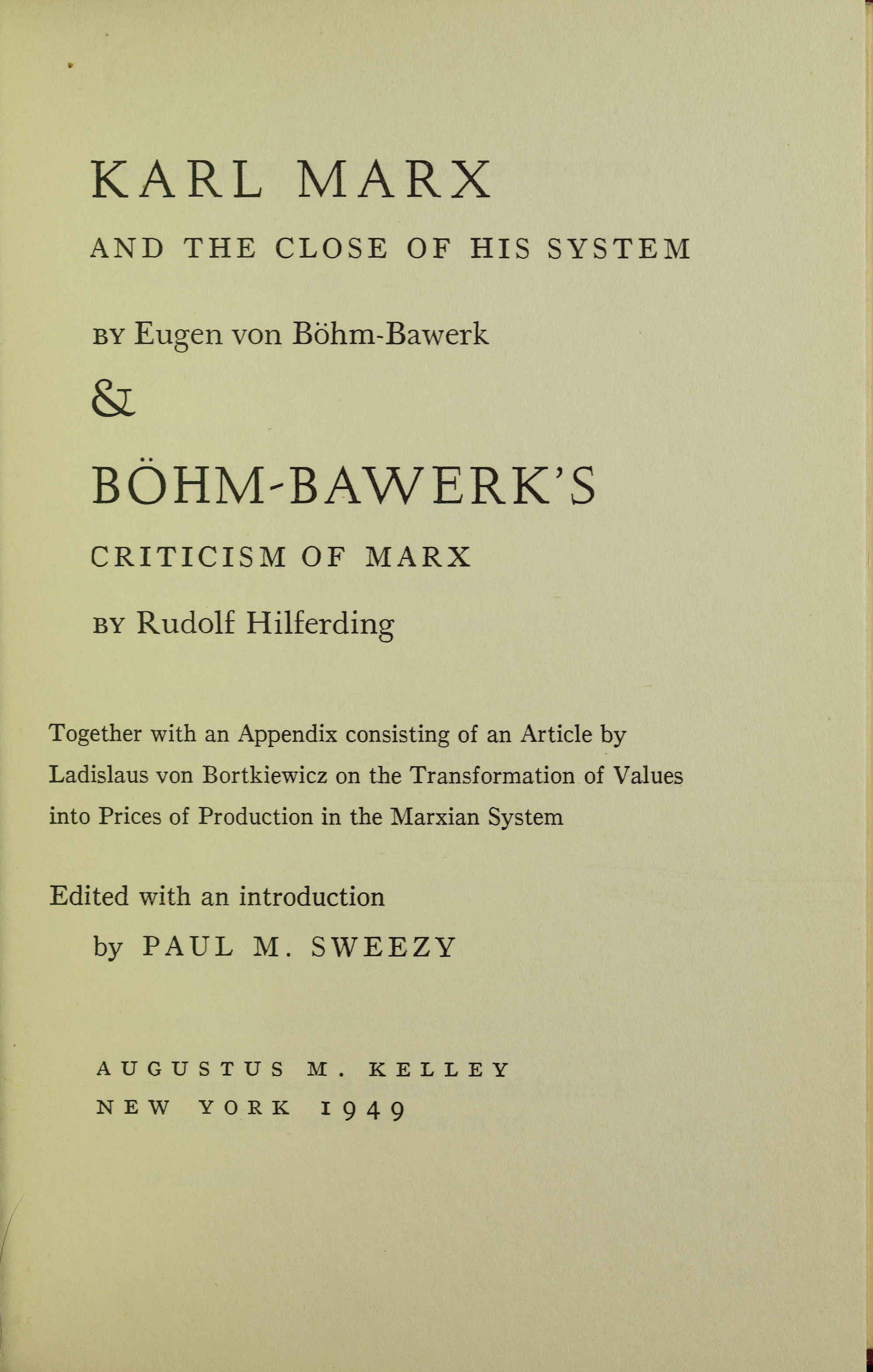
Karl Marx and the close of his system

Böhm-Bawerk vytvořil monumentální třísvazkové dílo Kapitál a úroky (orig. Kapital und Kapitalzins), přičemž první dva díly vznikly právě za jeho působení v Innsbrucku. První díl, nazvaný Geschichte und Kritik der Kapitalzins-Theorieen vydává v roce 1884. Vypořádává se v něm s alternativními teoriemi úroku, zejména pak předkládá kritiku Marxovy teorie vykořisťování (teorie nadhodnoty). Ukázal, že kapitalisté naopak pracovníkům umožňují dostat mzdu již před prodáním produkce. Böhm-Bawerk současně vyvrátil teorii pracovní hodnoty spolu s železným zákonem mzdovým.
Druhý díl, nazvaný Positive Theorie des Kapitales, vychází v roce 1889 a Böhm-Bawerk v něm představuje svou vlastní teorii kapitálu a úroku. Jde o revoluční pohled na produkční proces jako na aktivitu probíhající v čase. Statky rozdělil na statky prvního řádu, tedy spotřební statky a statky vyšších řádů neboli kapitálové statky. Zdůraznil intertemporální strukturu kapitálových statků, tedy heterogennost kapitálu. Jejich použití pak odpovídá různým stádiím výroby. Tím se na světlo dostává časová struktura produkce, která stojí v ústředí jeho oklikové metody výroby. Kapitálové statky umožňují tzv. nepřímé uspokojovaní lidských potřeb, tedy oklikovým způsobem. Ten je však produktivnější a zároveň časově náročnější. Je to právě prohlubování výroby v čase, co umožňuje ekonomický růst. Prohlubování výroby, neboli kapitálové struktury, však neprobíhá simultánně a rovnoměrně, jde o realokaci kapitálové struktury v jednotlivých stádiích produkce. Na tomto základě pak Hayek vybudoval svůj slavný ekonomický model: Hayekův trojúhelník.
Böhm-Bawerk tím zároveň vysvětlil, proč se platí z kapitálu úrok. Je to důsledek tzv.časové preference neboli faktu, že lidé hodnotí současné statky výše než statky budoucí stejné kvality a kvantity. Kdyby tomu tak nebylo, lidé by nespotřebovávali. Budoucí statky se tak směňují s diskontem oproti statkům přítomným a úroková platba je pouze odrazem tohoto rozdílu v časové hodnotě.
Současně však v tomto díle Böhm-Bawerk rozvíjí i rakouskou teorii hodnoty. Tím rozvíjí alternativní, rakouskou formu marginalismu, neboť odmítá matematizaci ekonomie, která je podle něj sterilní metodou, která nemůže objasnit podstatu ekonomických jevů. Odmítá tak funkční závislosti mezi jevy a zdůrazňuje naopak analýzu příčiny a důsledku, tedy kauzální vztahy. Odmítáním infinitezimálního počtu (spojitosti funkcí) tak Böhm-Bawerk staví rakouskou teorii mezního užitku na relevantních mezních veličinách, na základě kterých jednotlivec skutečně jedná. I proto použil při vysvětlování problematiky nabídky a poptávky nedělitelnou komoditu, koně, které lze obchodovat pouze v relevantních jednotkách.
V druhém období svého života se věnuje své politické kariéře. Pracuje pro ministerstvo financí, kde připravil také daňovou reformu. V letech 1895 a 1897-8 se stává ministrem financí, avšak až v roce 1900 se stává řádným členem kabinetu a vykonává funkci ministra financí až do roku 1904. Tím končí tato druhá etapa jeho profesního života. I přes praktické naplnění tohoto období stále píše teoretické eseje a publikuje.
V roce 1905 se stává profesorem Vídeňské univerzity. Později také vzniká slavný Böhm-Bawerkův seminář, kde si „vychovává“ své další pokračovatele. Jeho studenty se staly takové osobnosti jako hlavní Böhm-Bawerkův pokračovatel Ludwig von Mises, ale také třeba Joseph Schumpeter. V tomto období (1909–1912) také vzniká třetí díl jeho hlavního díla, nazvaný Zur neuesten Literatur über Kapital und Kapitalzins a to jako poznámky a dodatky k druhému dílu. V ucelené podobě je však dílo vydáno až v roce 1921.

### Böhm-Bawerkova díla (online)
- Capital and Interest
- Positive Theory of Capital